# Бурлацькі пісні
Бурлацькі пісні — належать до суспільно-побутових пісень. Бурлаки — це селяни, які, втікаючи від закріпачення, ставали на тимчасові заробітки. Вони терпіли поневіряння, голод і тяжку працю, зате належали самі до себе; манила воля, але ніде безрідний бурлака її не знаходив: «Степ веселий, край далекий, та ніде прожити». Образність бурлацьких пісень скупіша, ніж в родинно-побутовій ліриці, більше суворого реалізму, нарікань на соціальну несправедливість, але в ряді пісень простежується тісний зв'язок з лірикою інших циклів, особливо з козацькими піснями. Настрій туги за рідним краєм, сім'єю, образ смерті на чужині передається за допомогою художніх засобів, широко використовуваних в народній ліриці: схилена вишнева гілка — дружина, що втратила надію та повернення бурлака; рання роса, що висихає на вітрі — бурлацьке життя, що минає в горюванні; гадина, що в'ється біля серця; явір, коріння якого вода підмиває — туга, що точить бурлака.

## Про пісні бурлаків
Ними ставали втікачі від феодального гніту, але так називали і наймитів, що заробляли на шматок хліба по чужих людях.
Основну групу бурлацьких пісень складають твори про поневіряння втікачів від кріпаччини. Найпоширеніші теми — бідування на чужині, туга за родиною, нарікання на лиху долю. «Степ веселий, край далекий, та ніде прожити» — такий лейтмотив багатьох із них. Гнів проти поневолювачів, протест проти соціальної несправедливості виливався у стихійні виступи: «Будем багатих убивати, а бідних награждати».
Більшість бурлацьких пісень пройнята сумними настроями, що їх породжувало бездомне життя на чужині, тривожні думки про осиротілу родину, жаль за змарнованими молодими роками.

Бездольне бурлацьке життя порівнюється з ранньою росою:
Вітер повіє, сонечко пригріє,
А роса на землю впаде,-
Ой то так моє життя бурлацькеє
Та отак марно й пропаде!
З глибоким співчуттям змальовується бурлака, що помирає на чужині. Образи білих снігів, одинокого дерева зі спущеним гіллям, нагнітання різного типу повторів, що підкреслюють самотність бурлаки, звертання до такого ж безщасного брата-товариша, пестливо-зменшувальні форми слів — усе це надає трагічного звучання пісні «Забіліли сніги»:
Забіліли сніги,
Забіліли білі,
Ще й дібровонька,
Та ще й дібровонька.
Заболіло тіло
Бурлацькеє біле,
Ще й головонька…
Окрему групу складають пісні про поневіряння бурлаки в наймах. Бурлака «гірко робить, аж піт очі заливає», зазнає незаслужених образ від господаря. Ідейно й тематично такі бурлацькі пісні зливаються з наймитськими.